# 神奈川縣立鎌倉高等學校
神奈川縣立鎌倉高等學校（日语：神奈川県立鎌倉高等学校）是日本神奈川縣鎌倉市的一所全日制普通科男女共學的縣立高等學校。通稱為“鎌高”或“縣鎌”。在校生和畢業生一般使用“鎌高”，並且“鎌高”字樣也被使用在該校的校徽上。校外人士則以“縣鎌”稱呼，以區別另外一所私立學校“鎌倉學園高等學校”（通稱“鎌學”）。
神奈川縣立鎌倉高等學校是神奈川縣教育委員會指定的学力向上進学重点校。

## 流行文化
- 《镰仓物语（日语：鎌倉ものがたり）》——作品中主人公一色正和所出身学校的设定原型。
- 《灌篮高手》——作品中陵南高校的原型。
- 《遙遠時空3》
- 《青春豬頭少年不會夢到兔女郎學姊》
- 《學姊是男孩》

## 外部連接
- 神奈川縣立鎌倉高等學校官方網站 （页面存档备份，存于）
- 海潮會 神奈川縣立鎌倉高校同窗會官方網站 （页面存档备份，存于）